# Amatori Hockey Lodi 1982-1983
Questa voce raccoglie le informazioni riguardanti l'Amatori Hockey Lodi nelle competizioni ufficiali della stagione 1982-1983.

## Maglie e sponsor
Lo sponsor ufficiale per la stagione 1982-1983 fu Banca Popolare di Lodi.
| 1ª divisa |

## Organigramma societario
- Presidente: Gianni Carminati
- Direttore sportivo: Angelo Brasca

## Organico

### Giocatori
| N° | Naz.                 | Ruolo | Sportivo           |  |  |  |
| -- | -------------------- | ----- | ------------------ |  |  |  |
|    | Italia (bandiera)    | P     | Alessandro Ricci   |  |  |  |
|    | Italia (bandiera)    | E     | Tommaso Colamaria  |  |  |  |
|    | Argentina (bandiera) | E     | Carlos Coria       |  |  |  |
|    | Italia (bandiera)    | E     | Giancarlo Fantozzi |  |  |  |
|    | Italia (bandiera)    | E     | Fabio Rizzitelli   |  |  |  |

### Staff tecnico
- Allenatore:  Marino Severgnini